# Gavit
Pour les articles homonymes, voir Gavit.

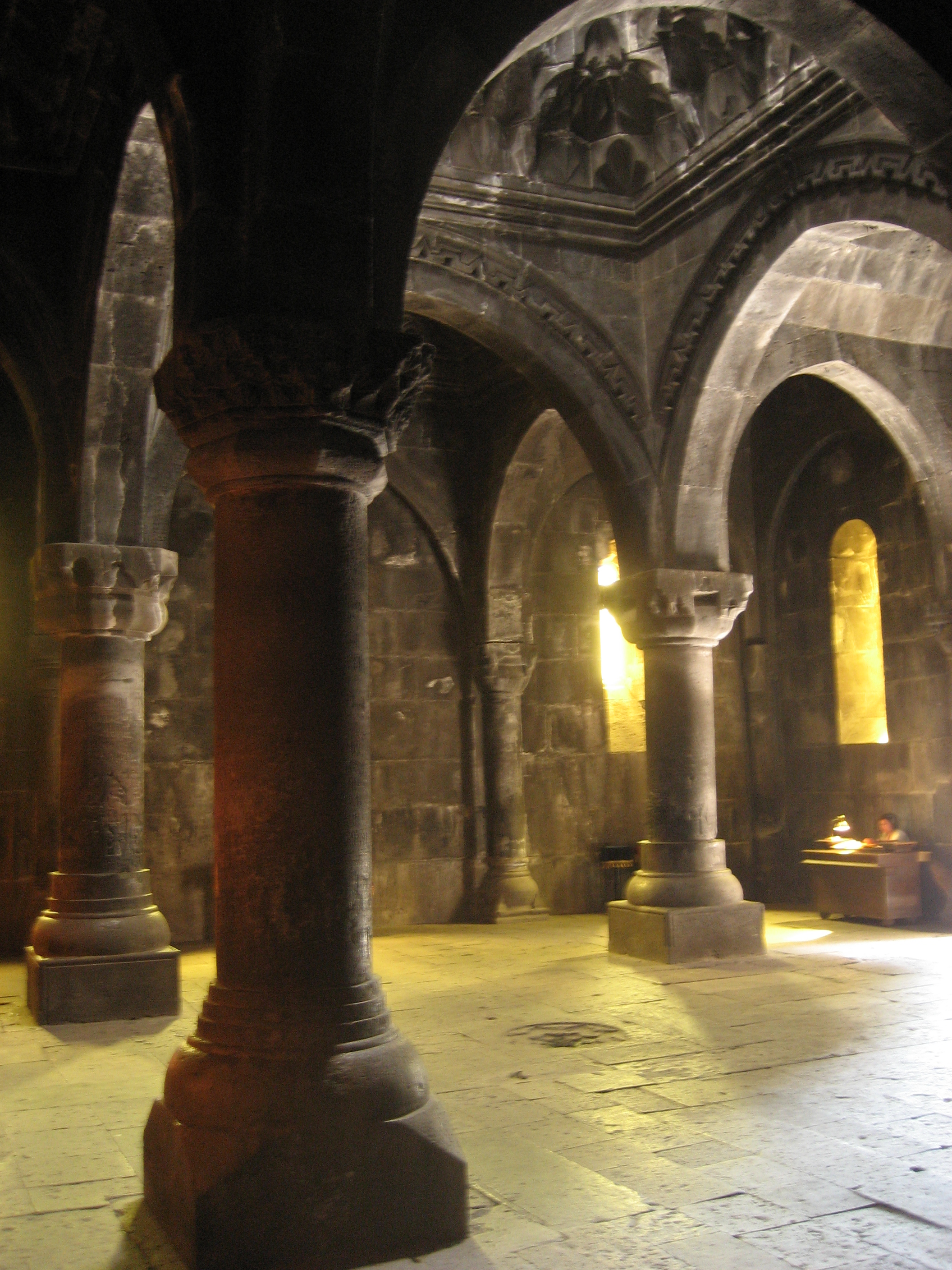
Gavit de Geghard.

Le gavit (en arménien Կավիտ) est une sorte de narthex (le narthex est l'entrée de l'église) que l'on retrouve exclusivement dans l'architecture arménienne. Il est souvent accolé à l'ouest d'une église dans un monastère. Il servait aussi parfois à des réunions.

## Histoire
À partir des Xe et XIe siècles, un nouveau type de bâtiment apparaît, le gavit. Les premiers (dits du « premier style ») ont été retrouvés dans le sud de l'Arménie, dans la région de Syunik. Leur construction change vers les XIIe et XIVe siècles : elle devient complexe (« deuxième style ») ; on en retrouve dans les monastères de Saghmosavank, de Haritchavank ou bien encore de Hovhannavank. Le gavit se transforme encore vers la fin du XIIIe siècle (« troisième style »), comme on peut l'observer dans les monastères de Gandzasar par exemple, ou bien encore de Haghpat, d'Aratès, etc. La construction de gavit s'arrête progressivement avec la fin du Moyen Âge.

## Description
Il existe des évolutions des styles de gavit. Ils se différencient par leur raffinement et par leurs dates de construction.
Le premier style se compose de salles oblongues aux voûtes soutenues par des arcs doubles. Il contient un erdik au centre. L‘erdik est une sorte de lanternon pour la lumière. Cette forme disparaît ensuite au profit d'une salle carrée à quatre colonnes, avec une couverture partagée en neuf sections munie d'une coupole au centre. Enfin, la dernière évolution visible est un gavit sans colonnes et avec une couverture à arcs croisés.

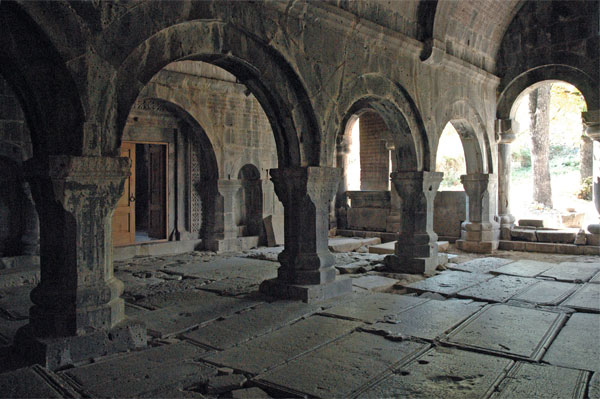
Gavit du premier style, Sanahin, Sourp Astvatsatsin.
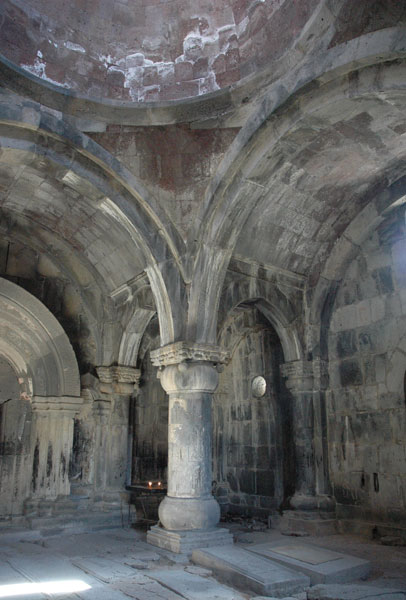
Gavit du deuxième style, Sanahin, Sourp Amenakrpitch.
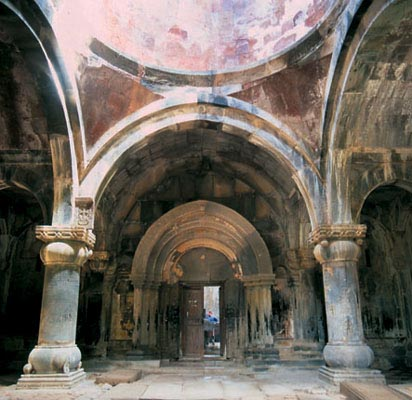
Gavit du deuxième style, Hovhannavank.